# 太閤立志伝シリーズ
太閤立志伝シリーズ（たいこうりっしでんシリーズ）は、光栄（現・コーエーテクモゲームス）から発売されているコンピュータゲームのシリーズ。第1作のパソコン版は1992年に発売され、現在、5作目の『太閤立志伝V』までが発売されている。
ジャンルは、コーエー独自のゲームジャンル名であるリコエイションゲーム（シミュレーションゲームとロールプレイングゲームの折衷）である。豊臣秀吉の立志出世をテーマにしている。

## 特色
基本的なゲームの流れとしてプレイヤーは秀吉の下級武士時代、木下藤吉郎となり身分の低いうちは「評定」（＝会議）に出席して「主命」と呼ばれる様々な種類の仕事を請け負い、その結果によって功績を溜めることで身分を上げ、家老、城主、大名へと出世していくゲームである。ゲームの最終目的はプレイヤー大名家が全国を統一すること、もしくはプレイヤーが朝廷から関白などの最高位官職に叙任されること（ただし『V』では武士以外の勢力でのプレイが増え、最終目的も何種類か存在する）。秀吉と武将同士には友好度や親密度が設定され、それが高いと登用に成功しやすくなったり、裏切られにくくなったり、技能を師事してもらえたりする。さらに各武将には好み・性格なども設定され、それに応じた贈り物をすることなどで親密度が上がりやすくなる。『III』では派閥も存在し、自分の派閥を大きくすることで評定での意見が通りやすくなる。
身分が上がり城主・国主になると、これまでの主命を与えられる側の立場から部下たちに主命を与える側の立場となる。以降は信長の全国統一をより一層補佐していくこととなるが、本能寺の変が起こることもあり、その場合は信長の遺志を受け継ぎ自らが全国統一を目指すこととなる。本能寺の変が起こらなくても、謀反を起こして信長から独立することもできる。なお、本シリーズでは史実で秀吉が晩年に行った朝鮮出兵関連のイベントは一切収録されていない。また、『IV』『V』に収録されている秀吉の足軽組頭時代以外のシナリオの年代も小牧・長久手の戦いの頃までのもの、あるいは秀吉死後のものとなっている。
自由度の高さは初代からの伝統であり、評定で主命をこなす以外は原則としてそれ以外の時間は何を行っても構わない。主命と主命の間の時間を利用して、同僚や町などの施設を利用して能力や技能を自ら磨くこともできる。『II』以降では、信長から離反して他の大名に仕えたり浪人して旅をしたりすることも可能である。『IV』『V』ではさらにプレイヤーとして選べる人物の幅も広がり、商人や忍者になるなど自由に生き方も変更できる。
それ以外のコーエーの他の歴史ゲームと比較した場合の特色として、個人単位のプレイで、しかも時間の経過が1日単位であることなどが挙げられる。1人の人物とその人間関係にスポットを当てられ、またマップ上を1人で移動できることでプレイした感覚が他作品と大きく異なる。またコーエーの他シリーズが基本ゲームシステムを頻繁に変更するのに対し、本シリーズは比較的システムの変更が少ない。

## 作品一覧
| 1992 | 太閤立志伝     |
| 1993 |                |
| 1994 |                |
| 1995 | 太閤立志伝II   |
| 1996 |                |
| 1997 |                |
| 1998 |                |
| 1999 | 太閤立志伝III  |
| 2000 |                |
| 2001 | 太閤立志伝IV   |
| 2002 |                |
| 2003 |                |
| 2004 | 太閤立志伝V    |
| 2005 |                |
| 2006 |                |
| 2007 |                |
| 2008 |                |
| 2009 |                |
| 2010 |                |
| 2011 |                |
| 2012 |                |
| 2013 |                |
| 2014 |                |
| 2015 |                |
| 2016 |                |
| 2017 |                |
| 2018 |                |
| 2019 |                |
| 2020 |                |
| 2021 |                |
| 2022 | 太閤立志伝V DX |

太閤立志伝
後の作品の基本となった初代作。1992年発売。
太閤立志伝II
同行者システム、新武将プレイなどを搭載。秀吉以外でもプレイ可能に。前作のタイトルイラストは天下人時の秀吉だったものが、今作以降は武将になったばかりの木下藤吉郎のイメージになり色も明るい色が多く使われ、明るい希望を持って夢に向かい走る若き日の秀吉を表現した感じになっている。1995年発売。
太閤立志伝III
ストーリーが重視されたり、各武将に立ち絵が用意されたりしたが、自由度は下がった。1999年発売。
太閤立志伝IV
カード制システムになり、主人公が大幅増加した。商人・忍者としてのプレイも可能になった。2001年発売。
太閤立志伝V
さらにさまざまな面で自由度が高まった。Win版はイベントコンバータ搭載。2004年発売。2022年には大幅にイベント、武将を追加したDX版が発売された。
また、携帯電話向けアプリケーションゲームとして移植された『Mobile太閤立志伝』シリーズもある。
Mobile太閤立志伝
『II』の移植作品。
Mobile太閤立志伝3
『III』の移植作品。

## 施設
シリーズ各作品でほぼ共通しているため、基本的には施設名、技能名など『V』をベースに説明する。『V』では各施設を表すアイコンが花札の絵柄をモチーフとしたものになっている。またこれ以外にアイテムを購入できる行商人や、奥州の馬商人や闇商人などもいる。

### 城の施設
城
大名（あるいは国主、城主）がおり、評定が開かれる。また、武士プレイで主命の成果を報告するときにも行くことになる。他にも物品を献上したり、方針を聞いたりすることもできる。初代では姫の居室に潜入できる。『II』『IV』『V』では出奔を願い出ることもできる。自らが城主以上の場合は自宅ともなる。
武家宅
武将がおり、茶席を開いたり贈り物をしたりすることで親密度が上がる。親密度を上げることで技能師事をしてもらうことや情報を聞くことができる。
自宅（あるいは「帰宅」）
「武家宅」から自分の家（城主以上では「城」）を選ぶのと違いはないが、より帰宅が便利になっている。
城練兵場（『IV』では「練兵所」）
兵の訓練度を上げたり、施しを行って士気を上げたりできる。『IV』以降に存在する（『III』までは主命を受けて城に入ると訓練を実行するかどうかの選択肢が出る）。

### 町の施設
米屋
兵糧の売買や米相場の調査ができる。
馬屋
軍馬購入や馬相場の調査、さらには「騎馬」の師事（あるいは習得に必要な下働き）ができる。
酒場
酒を飲んだり購入したりできるほか、「ちんちろりん」「おいちょかぶ」「ピンころ」といった賭博もできる。武将や旅人がいることもある。『V』では用心棒を雇ったり仕事を受けたりすることもできる。
宿屋
体力回復に利用したり、旅人から情報を得たりできる。『II』では同行者から技能師事を受けられる。『IV』『V』では宿屋娘がいる。
座
『IV』『V』にある。交易品を購入したり、仕事を受けたりできる。
民家
浪人や農民がおり、会話したり情報を得たりできる。『V』では商家に所属する人物もいる。
商家
武具や茶器、書物などの売買が可能なほか、「算術」の師事ができる。『IV』『V』では商家への奉公もできる。
道場（あるいは「剣術道場」）
「武芸」の師事や武具の鑑定を行ってもらうことができる。『II』では「武力」を上げることも可能。『IV』では町ではなく城にある。『V』では門下に入門できる。
鍛冶屋
鉄砲や大筒（大砲）の購入、「鉄砲」の師事（あるいは「鉄砲」技能や鍛冶技術習得に必要な下働き）ができる。
医師宅
病気の治療や、薬の購入ができる。『IV』『V』では「医術」の師事も可能。
寺
「礼法」師事や書物鑑定が可能。『II』では大名情報を聞くこと、説法を聴くことで「統率」や「内政」を上げたり、外交依頼などをしてもらったりすることもできる。『V』では布施を行うことで悪事により上がった「悪名」を下げられる。
茶人宅（あるいは「茶室」）
茶器の売買や鑑定、「茶道」師事などが可能。『II』では他家の武将の情報を得たり、親交を深めたりすることもできる。
職人宅（あるいは「絵師工房」）
芸術品の製作や鑑定をしてもらうことができる（『II』では南蛮物鑑定も）。
南蛮商館
南蛮物の売買、鑑定などが可能。刀剣など商家よりも高く引き取ってもらえるものもある。
南蛮寺（『II』では「教会」）
「開墾」師事をしてもらったり、助言を受けたりできる。南蛮商館への紹介状を出してもらうと、鉄砲や大筒などが取引できるようになる。『II』では奉仕活動を行うことで「魅力」や「外交」を上げたり、大名間の外交関係を聞いたりすることもできる。
公家宅
公家との親密度を上げ、朝廷への口添えを頼むことができる。『V』では講和の勅命や攻込名分を出してもらうこともできる。
御所
朝廷との外交を行う所だが、通常は直接行っても意味がない。
忍者屋敷（『III』では「謎の屋敷」）
「乱波」師事を受けることや、各種工作の依頼ができる。『IV』『V』では「忍びの里」として町から独立し、技能名も「忍術」となった。詳しくは下記参照。
商港
『II』のみに存在する。別の港町に移動でき、陸続きでない場所に行くために必要となる。移動には距離に応じた費用と日数が掛かる。

### 忍びの里、海賊砦の施設
以下は『IV』『V』にのみ存在する。
忍び屋敷・海賊屋敷
武士の場合の城にあたる施設。評定が開かれたり、外交交渉・工作依頼を行ったりできる。
里練兵場・砦練兵場
武士の場合の城練兵場にあたる施設。
里修業場・砦修業場
修業ができる。忍びの里では「忍術」、海賊砦では「水軍」の師事を受けられる。里（砦）特有の技能札を入手できる場合もある。『IV』では「鍛錬場一」から「鍛錬場四」の4つが存在し「三」以降は里の規模拡大により出現する。
造船所
砦の技術に応じた船を建造可能。
忍び宅・海賊宅
武士の場合の武家宅にあたる。